# ТЕС Сото-де-Рібера
ТЕС Сото-де-Рібера – теплова електростанція на півночі Іспанії. 
Майданчик почав роботу як конденсаційна електростанція, що в 1962, 1967 та 1984 роках отримала три блоки з паровими турбінами потужністю 67 МВт, 254 МВт та 361 МВт відповідно. 
В 2008 році ввели в дію парогазовий блок комбінованого циклу потужністю 432 МВт, в якому одна газова турбіна живить через котел-утилізатор одну парову турбіну. У 2011 році додали ще один парогазовий блок комбінованого циклу потужністю 434 МВт, в якому газова турбіна потужністю 274 МВт живить через котел-утилізатор одну парову турбіну з показником 158 МВт. Паливна ефективність парогазових блоків становить 58,7% – 58,9%. 
Поява сучасних генеруючих потужностей дозволила в 2007 та 2015 роках вивести з експлуатації конденсаційні блоки №1 та №2. В першій половині 2020-х те саме зробили з блоком №3.
Конденсаційні блоки ТЕС використовували вугілля (первісно місцевого походження, а потім і імпортоване через порт Хіхон). Парогазові блоки споживають природний газ, який може надходити до регіону через термінал для імпорту ЗПГ Ель-Мюсел, а також по трубопроводам Туй –  Ов'єдо, Бургос – Ов'єдо і Альмендралехо – Ов'єдо.
Для видалення продуктів згоряння конденсаційний блоки №3 мав димар заввишки 200 метрів, який в 2024 році був демонтований.
Для охолодження використовують воду з річки Налон.
Видача продукції відбувається по ЛЕП, що працює під напругою 400 кВ.